# بنيامين «باب» سينغلتون
بنيامين «باب» سينغلتون (بالإنجليزية: Benjamin Singleton)‏ (1809 - 17 فبراير 1900) ناشط، ورجل أعمال أمريكي اشتهر بدوره في إقامة مستوطنات للأمريكيين الأفارقة في كانساس. وهو عبد سابق من تينيسي هرب إلى الحرية في أونتاريو، كندا عام 1846، وسرعان ما عاد إلى الولايات المتحدة، واستقر لفترة في ديترويت، ميشيغان. وأصبح إبطاليًا بارزًا، وزعيم مجتمعٍ، ومتحدثًا باسم الحقوق المدنية للأمريكيين الأفارقة.
عاد سينغلتون إلى تينيسي خلال احتلال الاتحاد عام 1862، لكنه سرعان ما خلص إلى أن السود لن يحققوا أبدًا المساواة الاقتصادية في الجنوب الذي يهيمن عليه البيض. بعد نهاية إعادة الإعمار، نظم سينغلتون حركة الآلاف من المستعمرين السود، والمعروفين باسم إكسودسترس، لإنشاء مستوطنات في ولاية كانساس الحرة. وهو صوت بارز للقومية السوداء المبكرة، وانخرط في الترويج للأعمال التجارية المملوكة للسود في كانساس وتنسيقها، وطور اهتمامًا بحركة العودة إلى أفريقيا.

## الانفصالية
بعد أن احتل جيش الاتحاد وسط تينيسي في عام 1862، عاد سينغلتون واستقر في ناشفيل، تينيسي، معتقدًا أن حريته محمية داخل خطوط الاتحاد. عمل نجارًا وصانع توابيت. باعتبار أن المعتوقين كانوا ما يزالون عرضة للعنف العنصري الأبيض والمشكلات السياسية، استنتج سينغلتون إلى أن السود لن يكون لديهم فرصة للمساواة في الجنوب. اشمئز من الزعماء السياسيين الذين فشلوا في الوفاء بوعود المساواة للمعتوقين، في عام 1869 تضافرت جهود سينغلتون مع كولومبوس إم. جونسون، الوزير الأسود في مقاطعة سومنر، وبدأ البحث عن طرق لتأسس الاستقلال الاقتصادي للسود.
في عام 1874 أسس كل من سينغلتون وجونسون رابطة العقارات في إديغفيلد بهدف مساعدة الأمريكيين من أصل أفريقي في الحصول على الأراضي في منطقة ناشفيل. لم يرغب ملاك الأراضي البيض في المساومة معهم وأرادوا أسعارًا باهظة جدًا لأراضيهم. اقتناعًا منه بأنه يجب على المعتوقين مغادرة الجنوب لتحقيق الاستقلال الاقتصادي الحقيقي، بدأ سينغلتون  في عام 1875 في استكشاف فكرة زراعة المستعمرات السوداء في الغرب الأمريكي. أعيدت تسمية منظمته العقارية باسم رابطة العقارات والحيازة في إديغفيلد. في عام 1876 سافر سينغلتون وجونسون إلى كانساس لاستكشاف الأرض في مقاطعة تشيروكي في الزاوية الجنوبية الشرقية من الولاية. شعر سينغلتون بالارتياح لمّا شاهده، فعاد إلى ناشفيل وبدأ في تجنيد المستوطنين لمستعمرة مقترحة.

## مستعمرات سينغلتون
في صيف عام 1877 قاد سينغلتون ما يقرب من ثلاثة وسبعين مستوطنًا أسودًا إلى مقاطعة تشيروكي بالقرب من بلدة باكستر سبرينغز. بمجرد وصول المستوطنين، بدأ التفاوض من أجل سكة حديد تمر من غولف، وفورت سكوت، ونهر ميزوري من أجل بناء مستعمرة سينغلتون المقترحة. كان توقيتهم متأخرًا، إذ اكتشِف أن المنطقة غنية برواسب الرصاص في العام السابق، ما أدى إلى ازدهار التعدين وتسبب في ارتفاع أسعار الأراضي بشكل كبير للغاية بالنسبة لأموالهم. دون القدرة على شراء الأراضي، لم يتمكنوا من إنشاء مستعمرة في مقاطعة تشيروكي. وبدأ سينغلتون بالبحث في مكان آخر.
بحث عن أراضٍ حكومية يمكن لمستوطنيه الحصول عليها من خلال مراسيم الحيازة الزراعية لعام 1862. عثر على بعض الأراضي المتاحة والتي كانت محمية هندية سابقة لشعب الكاو بالقرب من بلدة دنلاب، كانساس، على حدود مقاطعتي موريس وليون. كانت دنلاب تقع على طول خطوط السكك الحديدية في ميزوري-كانساس-تكساس، والتي عُرفت بالعامية باسم سكة حديد كاتي، والتي امتدت إلى كانساس من ميزوري. كانت الأرض هامشية، ولكن في ربيع عام 1878 غادر مستوطني سينغلتون وسط ولاية تينيسي إلى كانساس بواسطة قوارب بخارية في نهر كمبرلاند. أسسوا في العام التالي رسميًا مستعمرة دنلاب. هاجر أكثر من 2400 مستوطن من مناطق ناشفيل، ومقاطعة سومنر. عاش معظم المستوطنين في مخابئ خلال عامهم الأول في السهول الكبرى. تمسكوا بها وجعلوها مستعمرةً ناجحةً.